# 동서대로 (김해시)
동서대로(Dongseo-daero, 東西大路, 국도 제14호선의 일부)는 경상남도 김해시 한림면 퇴래리 소업삼거리와 부산광역시 강서구 식만동 식만 분기점을 잇는 도로이다. 김해 시내를 관통하는 기존 국도 제14호선 구간인 김해대로를 대체하기 위하여 건설되었다.
이 도로의 개통으로 복잡한 김해 시내를 우회할 수 있게 되어 한림 ~ 식만 구간 이동시간이 기존 40분에서 10분으로 단축되었다.

## 역사
- 1998년 3월 : 착공
- 2000년 2월 24일 : 경상남도 김해시 한림면 퇴래리 ~ 불암동 19.0km 구간을 자동차 전용도로로 지정[1]
- 2005년 9월 3일 : 김해시 국도대체우회도로 (퇴래 ~ 농소간 도로, 김해시 주촌면 덕암리 ~ 농소리) 구간 5.0km 개통[2]
- 2007년 12월 26일 : 퇴래 ~ 농소간 도로 (김해시 한림면 퇴래리 ~ 주촌면 농소리) 구간 10.5km 개통[3]
- 2009년 7월 10일 : 2개 이상 시·도에 걸쳐 있는 도로로 동서대로를 고시[4]
- 2009년 9월 25일 : 부원동 교차로 ~ 부산 강서구 식만동간 2.44km 잔여구간 개통[5]

## 경유지
경상남도
- 김해시 (한림면 - 주촌면 - 칠산서부동)

부산광역시
- 강서구 식만동

## 노선
전 구간 국도 제14호선에 속하기 때문에 이에 대한 별도 표기는 생략한다.

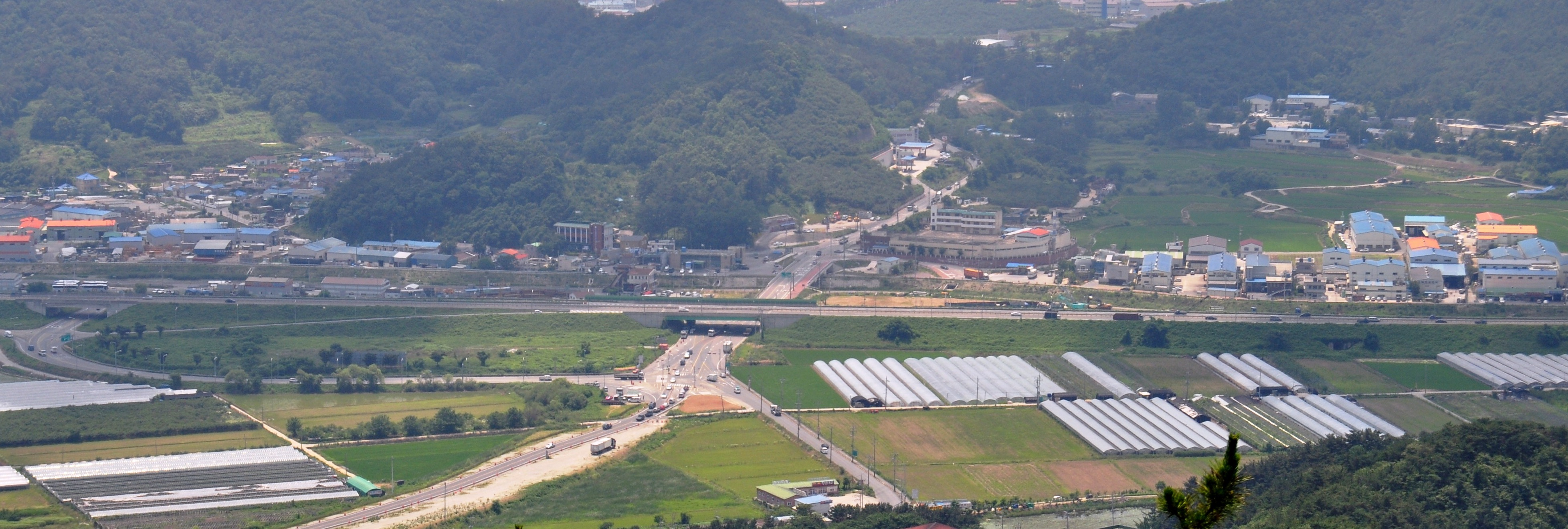
동서대로(김해시), 주촌교차로 부근

- (■): 자동차 전용도로 구간

| 이름                              | 접속 노선                                               | 소재지                | 소재지                             | 비고                                        |
| --------------------------------- | ------------------------------------------------------- | --------------------- | ---------------------------------- | ------------------------------------------- |
| 한림 교차로                       | 국도 제14호선 (김해대로)                                | 김해시                | 한림면                             |                                             |
| 병동 교차로                       | 김해대로974번길                                         | 김해시                | 한림면                             | 부산 방면 진출 불가 김해 방면 진입 불가     |
| 병동교                            |                                                         | 김해시                | 한림면                             |                                             |
| 김해1터널                         |                                                         | 김해시                | 한림면                             | 부산 방면 연장 1,502m 김해 방면 연장 1,510m |
| 김해1터널                         | 주촌면                                                  | 김해시                |                                    | 부산 방면 연장 1,502m 김해 방면 연장 1,510m |
| 덕암 교차로 (달곡교)              | 서부로1637번길                                          | 김해시                |                                    |                                             |
| 김해2터널                         |                                                         | 김해시                | 연장 480m                          |                                             |
| 김해3터널                         |                                                         | 김해시                | 연장 380m                          |                                             |
| 대박교 주촌교                     |                                                         | 김해시                |                                    |                                             |
| 주촌 교차로                       | 지방도 제1042호선 (서부로)                              | 김해시                |                                    |                                             |
| 용덕교 농소1교 농소교             |                                                         | 김해시                |                                    |                                             |
| 농소2교                           |                                                         | 김해시                |                                    |                                             |
| 칠산서부동                        |                                                         | 김해시                |                                    |                                             |
| 풍류1교 풍류2교                   |                                                         | 김해시                |                                    |                                             |
| 칠산 교차로                       | 10호선 남해고속도로 지방도 제1020호선 (칠산로) 금관대로 | 김해시                | 서김해 나들목과 연결               |                                             |
| 봉곡천교 해반천교                 |                                                         | 김해시                |                                    |                                             |
| 강동교                            |                                                         | 김해시                |                                    |                                             |
| 부산광역시                        | 강서구                                                  |                       |                                    |                                             |
| 부산광역시                        | 강서구                                                  | 부원 교차로           | 호계로                             |                                             |
| 부산광역시                        | 강서구                                                  | 부원교 전산교 전산1교 |                                    |                                             |
| 부산광역시                        | 강서구                                                  | 식만 분기점           | 국가지원지방도 제69호선 (서낙동로) |                                             |
| 부산광역시도 제34호선과 직결 예정 |                                                         |                       |                                    |                                             |

## 주의사항
이 도로는 자동차전용도로이므로 자전거, 보행자는 통행할 수 없다. 이륜자동차(모터사이클 혹은 오토바이)는 긴급자동차(싸이카 및 소방용 모터사이클 등)에 한해 통행이 가능하며, 그 밖의 이륜자동차는 통행할 수 없다. 이에 대한 대체도로로는 김해대로가 있다.

## 같이 보기
- 김해대로